# General Alvear (Mendoza)
General Alvear is een plaats in het Argentijnse bestuurlijke gebied General Alvear in de provincie Mendoza. De plaats telt 26.342 inwoners.